# Saint-Martin-de-Crau
Saint-Martin-de-Crau è un comune francese di 11 235 abitanti situato nel dipartimento delle Bocche del Rodano della regione della Provenza-Alpi-Costa Azzurra.

## Società

### Evoluzione demografica
Abitanti censiti

## Amministrazione

### Gemellaggi
- Manerbio, dal 25 luglio 2015